# Herr, gehe nicht ins Gericht mit deinem Knecht
Herr, gehe nicht ins Gericht mit deinem Knecht (BWV 105) ist eine Kirchenkantate von Johann Sebastian Bach.

## Anlass und Inhalt
Bach komponierte die Kantate im Rahmen seines ersten Kantatenzyklus in Leipzig für den 9. Sonntag nach Trinitatis. Sie wurde am 25. Juli 1723 in einer der beiden städtischen Hauptkirchen Leipzigs uraufgeführt. Die Kantate knüpft textlich an das für diesen Tag bestimmte Evangelium an, das vom Gleichnis des ungerechten Haushalters erzählt (Lk 16,1–9 ). Dieses Gleichnis wird oft als sacrum commercium, als „himmlischer Handel“ gedeutet, bei dem Jesus die Schuld der Menschen auf sich nimmt und den Schuldschein zerreißt. Der Kantatentext spricht von der Sünde als Schuld und der Schwierigkeit des Sündenerlasses. Die ersten drei Sätze haben keinen Bezug zum Evangelium.
Der unbekannte Librettist verwendet im Eingangschor einen Vers aus dem Psalm 143, einem Bußgebet Davids (Ps 143,2 ). Auch das darauffolgende Alt-Rezitativ knüpft an ein solches Bußgebet an (Ps 51,13 ). Die anschließende Sopranarie zeigt, dass Errettung von den Sünden noch nicht in Sicht ist. Der Text dieser Arie schließt an eine Stelle aus dem Brief des Apostels Paulus an die Römer an, in dem von Gedanken, die sich untereinander verklagen oder entschuldigen, die Rede ist (Röm 2,15 ). Erst im zweiten Rezitativ, das an einen Brief des Apostels Paulus an die Kolosser anknüpft (Kol 2,13–14 ), ist von Vergebung der Sünden die Rede. Mit der folgenden Tenorarie wird ein Schlussstrich unter die kaufmännischen Überlegungen gezogen (Lk 16,9 ). Ein Ende der Gewissensnot signalisiert die vorletzte Strophe von Johann Rists Choral Jesu, der du meine Seele (1641).

## Aufbau

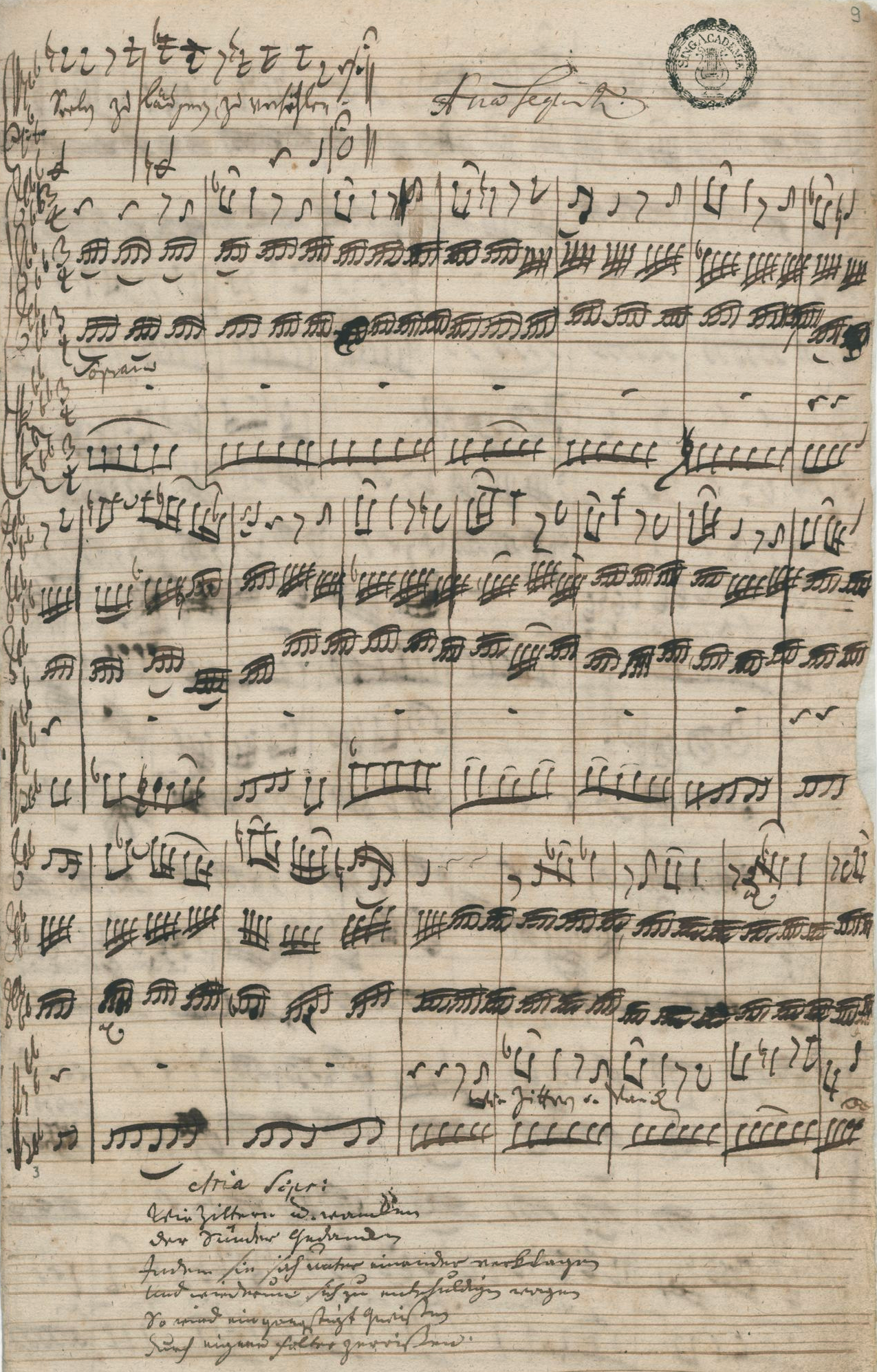
Autograph Sopran-Arie „zittern und wanken“

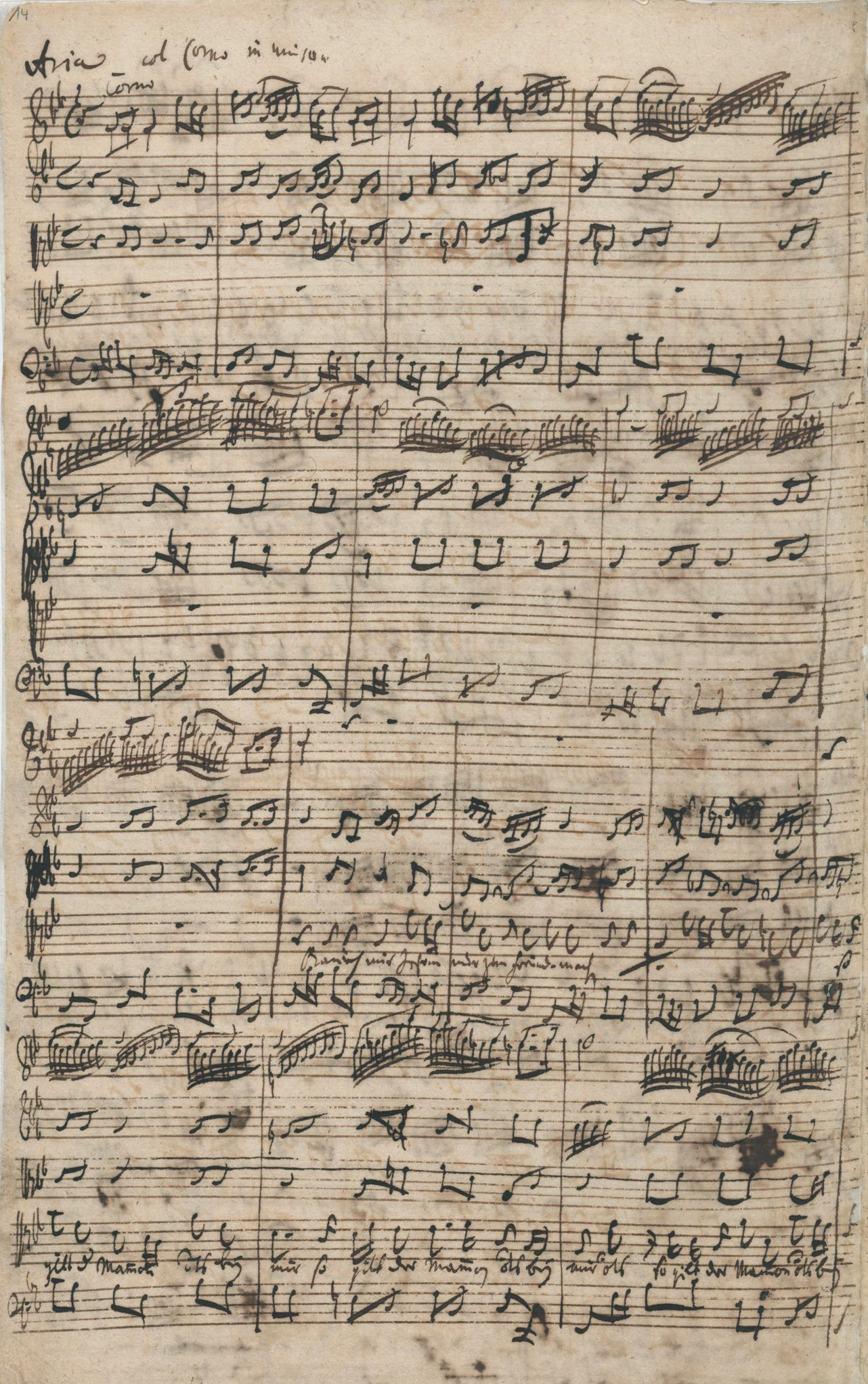
Autograph Tenor-Arie

1. Chorus: Herr, gehe nicht ins Gericht mit deinem Knecht
2. Recitativo (Alt): Mein Gott, verwirf mich nicht
3. Arie (Sopran): Wie zittern und wanken der Sünder Gedanken
4. Recitativo (Bass): Wohl aber dem, der seinen Bürgen weiß
5. Arie (Tenor): Kann ich nur Jesum mir zum Freunde machen
6. Choral: Nun, ich weiß, du wirst mir stillen

Bach erreicht mit dieser Kantate eine sehr vielseitige und spannungsvolle Komposition. Der Eingangschor beginnt langsam mit Herr, gehe nicht ins Gericht mit deinem Knecht, geprägt von quälenden Dissonanzen. In der folgenden schnellen Fuge Denn vor dir wird kein Lebendiger gerecht drückt sich die steigende Verzweiflung in unerbittlich hämmernden Quartsprüngen aus. In der Sopranarie Wie zittern und wanken der Sünder Gedanken deutet Bach den Verlust des festen Halts durch das Fehlen des Continuo. Viele ängstlich klingende Tonwiederholungen verbildlichen die im Text angesprochene Unsicherheit. Dagegen wird das nachfolgende Bassrezitativ von einer sanften, harmonischen Bewegung der Streicher getragen, die Geborgenheit und Zuversicht vermittelt. Die anschließende Tenorarie, untermalt von Streichern und Horn, steigert sich zu ekstatischer Begeisterung. Der abschließende Choral ist anfangs wie die Sopranarie von dem Motiv des Zitterns vor Gericht geprägt, doch werden die Tonwiederholungen von Zeile zu Zeile langsamer: Sie wandeln sich von Sechzehnteln zu triolischen Bewegungen, dann Achteln, schließlich Vierteln, und schildern so eindrucksvoll die allmählich wachsende Zuversicht des Christen.